# Braunschweiger Turn- und Sportverein Eintracht von 1895 1976-1977
Questa voce raccoglie le informazioni riguardanti il Braunschweiger Turn- und Sportverein Eintracht von 1895 nelle competizioni ufficiali della stagione 1976-1977.

## Stagione
Nella stagione 1976-1977 l'Eintracht Braunschweig, allenato da Branko Zebec, concluse il campionato di Bundesliga al 3º posto. In Coppa di Germania l'Eintracht Braunschweig fu eliminato al secondo turno dal Röchling Völklingen. In Coppa UEFA l'Eintracht Braunschweig fu eliminato al secondo turno dall'Espanyol.

## Rosa
| N. |                     | Ruolo | Calciatore           |
| -- | ------------------- | ----- | -------------------- |
|    | Germania (bandiera) | P     | Bernd Franke         |
|    | Germania (bandiera) | P     | Uwe Hain             |
|    | Germania (bandiera) | D     | Wolfgang Grobe       |
|    | Germania (bandiera) | D     | Wolfgang Grzyb       |
|    | Germania (bandiera) | D     | Friedhelm Haebermann |
|    | Germania (bandiera) | D     | Reiner Hollmann      |
|    | Germania (bandiera) | D     | Franz Merkhoffer     |
|    | Germania (bandiera) | D     | Dieter Zembski       |
|    | Germania (bandiera) | C     | Matthias Bruns       |

| N. |                                 | Ruolo | Calciatore           |
| -- | ------------------------------- | ----- | -------------------- |
|    | Germania (bandiera)             | C     | Wolfgang Dremmler    |
|    | Germania (bandiera)             | C     | Dietmar Erler        |
|    | Germania (bandiera)             | C     | Karl-Heinz Handschuh |
|    | Slovenia (bandiera)             | C     | Danilo Popivoda      |
|    | Bosnia ed Erzegovina (bandiera) | C     | Aleksandar Ristić    |
|    | Germania (bandiera)             | A     | Wolfgang Frank       |
|    | Germania (bandiera)             | A     | Frank Holzer         |
|    | Germania (bandiera)             | A     | Norbert Stolzenburg  |

## Organigramma societario
Area tecnica
- Allenatore: Branko Zebec
- Allenatore in seconda: Heinz Patzig
- Preparatore dei portieri:
- Preparatori atletici:

## Calciomercato

### Sessione estiva
| Acquisti | Acquisti            | Acquisti           | Acquisti |
| R.       | Nome                | da                 | Modalità |
| -------- | ------------------- | ------------------ | -------- |
| D        | Wolfgang Grobe      | E. Braunschweig II |          |
| A        | Frank Holzer        | Saarbrücken        |          |
| A        | Norbert Stolzenburg | TeBe Berlino       |          |

| Cessioni | Cessioni          | Cessioni     | Cessioni |
| R.       | Nome              | a            | Modalità |
| -------- | ----------------- | ------------ | -------- |
| A        | Ludwig Bründl     | Vevey        |          |
| C        | Manfred Grawunder | Baunatal     |          |
| A        | Hartmut Konschal  | Werder Brema |          |

### Sessione invernale
| Acquisti | Acquisti | Acquisti | Acquisti |
| R.       | Nome     | da       | Modalità |
| -------- | -------- | -------- | -------- |

| Cessioni | Cessioni        | Cessioni       | Cessioni |
| R.       | Nome            | a              | Modalità |
| -------- | --------------- | -------------- | -------- |
| A        | Bernd Gersdorff | Hertha Berlino |          |

## Risultati

### Bundesliga

#### Girone di andata
| Arbitro: | Kindervater |

|                                     |           |          |
| Frank 17’, 82’ Neuberger 90’ (aut.) | Marcatori | 42’ Bihn |

| Arbitro: | Gabor |

|         |           |                              |
| Seel 2’ | Marcatori | 22’, 57’ Frank 35’ Gersdorff |

| Arbitro: | Hennig |

|                           |           |                        |
| Hoeneß 60’ Dürnberger 62’ | Marcatori | 52’ Hollmann 77’ Frank |

| Arbitro: | Wichmann |

|                                     |           |           |
| Dremmler 37’ Frank 38’ Popivoda 85’ | Marcatori | 54’ Wendt |

| Arbitro: | Aldinger |

|                           |           |  |
| Overath 60’, 86’ Löhr 81’ | Marcatori |  |

| Arbitro: | Klauser |

|              |           |  |
| Popivoda 52’ | Marcatori |  |

| Arbitro: | Fork |

|  |           |                        |
|  | Marcatori | 53’ Hollmann 90’ Frank |

| Arbitro: | Ahlenfelder |

|              |           |  |
| Popivoda 51’ | Marcatori |  |

| Arbitro: | Hilker |

|           |           |                 |
| Kübler 8’ | Marcatori | 73’ Stolzenburg |

| Arbitro: | Frickel |

|           |           |              |
| Frank 73’ | Marcatori | 86’ Simonsen |

| Arbitro: | Dreher |

|          |           |            |
| Worm 40’ | Marcatori | 85’ Holzer |

| Arbitro: | Burgers |

|                                |           |                        |
| Frank 34’ (rig.) Handschuh 65’ | Marcatori | 43’ Granitza 77’ Sidka |

| Arbitro: | Walther |

|              |           |           |
| Trimhold 84’ | Marcatori | 31’ Grobe |

| Arbitro: | Dölfel |

|                             |           |          |
| Frank 8’, 72’ Handschuh 76’ | Marcatori | 32’ Wolf |

| Arbitro: | Waltert |

|                        |           |                     |
| Röber 7’ Meininger 44’ | Marcatori | 55’ Erler 90’ Frank |

| Arbitro: | Hennig |

|                         |           |             |
| Handschuh 36’ Frank 54’ | Marcatori | 8’ Sandberg |

| Arbitro: | Joos |

|                             |           |               |
| Lorant 8’ Wieczorkowski 17’ | Marcatori | 77’ Handschuh |

#### Girone di ritorno
| Arbitro: | Ahlenfelder |

|                                |           |  |
| Hölzenbein 12’ Wenzel 15’, 61’ | Marcatori |  |

| Braunschweig 18 febbraio 1977, ore 20:00 CET 19ª giornata | Eintracht Braunschweig | 0 – 0 referto | Fortuna Düsseldorf | Stadion an der Hamburger Straße (22 000 spett.)\| Arbitro: \| Schmoock \| |
| Arbitro:                                                  | Schmoock               |               |                    |                                                                           |

| Arbitro: | Hilker |

|               |           |  |
| Handschuh 49’ | Marcatori |  |

| Berlino 5 febbraio 1977, ore 15:30 CET 21ª giornata | TeBe Berlino | 0 – 0 referto | Eintracht Braunschweig | Stadio Olimpico (11 000 spett.)\| Arbitro: \| Fork \| |
| Arbitro:                                            | Fork         |               |                        |                                                       |

| Arbitro: | Walther |

|                                        |           |                          |
| Holzer 10’ Frank 61’, 77’ Hollmann 66’ | Marcatori | 23’ van Gool 85’ Glowacz |

| Arbitro: | Aldinger |

|                           |           |                                  |
| Abramczik 56’ Fischer 57’ | Marcatori | 2’ Holzer 50’ Frank 60’ Popivoda |

| Arbitro: | Quindeau |

|  |           |             |
|  | Marcatori | 20’ Reimann |

| Arbitro: | Eschweiler |

|          |           |                |
| Denz 56’ | Marcatori | 10’, 72’ Frank |

| Arbitro: | Hennig |

|                                   |           |                             |
| Popivoda 31’, 57’ Stolzenburg 69’ | Marcatori | 46’, 52’ Janzon 81’ Schäfer |

| Arbitro: | Walther |

|            |           |           |
| Bonhof 23’ | Marcatori | 84’ Frank |

| Arbitro: | Aldinger |

|            |           |            |
| Ristić 15’ | Marcatori | 11’ Bücker |

| Arbitro: | Antz |

|                        |           |             |
| Sidka 20’ Granitza 32’ | Marcatori | 3’ Popivoda |

| Arbitro: | Frickel |

|                        |           |  |
| Popivoda 40’ Frank 65’ | Marcatori |  |

| Dortmund 23 aprile 1977, ore 15:30 CEST 31ª giornata | Borussia Dortmund | 0 – 0 referto | Eintracht Braunschweig | Westfalenstadion (45 000 spett.)\| Arbitro: \| Klauser \| |
| Arbitro:                                             | Klauser           |               |                        |                                                           |

| Arbitro: | Burgers |

|  |           |             |
|  | Marcatori | 49’ Røntved |

| Arbitro: | Messmer |

|               |           |                                      |
| Toppmöller 3’ | Marcatori | 10’ Handschuh 11’ Popivoda 68’ Erler |

| Arbitro: | Dölfel |

|                                                        |           |  |
| Frank 13’, 49’, 74’, 87’ Grzyb 58’ (rig.) Hollmann 65’ | Marcatori |  |

### Coppa di Germania
| Arbitro: | Walz |

|  |           |                         |
|  | Marcatori | 57’ Frank 84’ Gersdorff |

| Arbitro: | Aldinger |

|                       |           |           |
| Schmitt 52’ Spohr 64’ | Marcatori | 87’ Frank |

### Coppa UEFA
| Arbitro: | Petri |

|                                                                    |           |  |
| Hollmann 7’ Stolzenburg 37’, 89’ Frank 49’, 77’, 79’ Gersdorff 55’ | Marcatori |  |

| Arbitro: | Hirviniemi |

|                  |           |  |
| Tofte-Hansen 70’ | Marcatori |  |

| Arbitro: | Eriksson |

|                           |           |             |
| Frank 16’ Stolzenburg 53’ | Marcatori | 23’ Marañón |

| Arbitro: | Thomas |

|                          |           |  |
| Jeremias 40’, 65’ (rig.) | Marcatori |  |

## Statistiche

### Statistiche di squadra
| Competizione      | Punti | In casa | In casa | In casa | In casa | In casa | In casa | In trasferta | In trasferta | In trasferta | In trasferta | In trasferta | In trasferta | Totale | Totale | Totale | Totale | Totale | Totale | DR  |
| Competizione      | Punti | G       | V       | N       | P       | Gf      | Gs      | G            | V            | N            | P            | Gf           | Gs           | G      | V      | N      | P      | Gf     | Gs     | DR  |
| ----------------- | ----- | ------- | ------- | ------- | ------- | ------- | ------- | ------------ | ------------ | ------------ | ------------ | ------------ | ------------ | ------ | ------ | ------ | ------ | ------ | ------ | --- |
| Bundesliga        | 43    | 17      | 10      | 5       | 2       | 33      | 15      | 17           | 5            | 8            | 4            | 23           | 23           | 34     | 15     | 13     | 6      | 56     | 38     | +18 |
| Coppa di Germania | -     | 0       | 0       | 0       | 0       | 0       | 0       | 2            | 1            | 0            | 1            | 3            | 2            | 2      | 1      | 0      | 1      | 3      | 2      | +1  |
| Coppa UEFA        | -     | 2       | 2       | 0       | 0       | 9       | 1       | 2            | 0            | 0            | 2            | 0            | 3            | 4      | 2      | 0      | 2      | 9      | 4      | +5  |
| Totale            | 43    | 19      | 12      | 5       | 2       | 42      | 16      | 21           | 6            | 8            | 7            | 26           | 28           | 40     | 18     | 13     | 9      | 68     | 44     | +24 |

### Andamento in campionato
| Giornata  | 1 | 2 | 3 | 4 | 5 | 6 | 7 | 8 | 9 | 10 | 11 | 12 | 13 | 14 | 15 | 16 | 17 | 18 | 19 | 20 | 21 | 22 | 23 | 24 | 25 | 26 | 27 | 28 | 29 | 30 | 31 | 32 | 33 | 34 |
| --------- | - | - | - | - | - | - | - | - | - | -- | -- | -- | -- | -- | -- | -- | -- | -- | -- | -- | -- | -- | -- | -- | -- | -- | -- | -- | -- | -- | -- | -- | -- | -- |
| Luogo     | C | T | T | C | T | C | T | C | T | C  | T  | C  | T  | C  | T  | C  | T  | T  | C  | C  | T  | C  | T  | C  | T  | C  | T  | C  | T  | C  | T  | C  | T  | C  |
| Risultato | V | V | N | V | P | V | V | V | N | N  | N  | N  | N  | V  | N  | V  | P  | P  | N  | V  | N  | V  | V  | P  | V  | N  | N  | N  | P  | V  | N  | P  | V  | V  |
| Posizione | 2 | 2 | 2 | 2 | 3 | 3 | 2 | 2 | 2 | 2  | 2  | 2  | 4  | 3  | 3  | 2  | 2  | 3  | 3  | 2  | 2  | 2  | 2  | 2  | 1  | 2  | 2  | 2  | 2  | 2  | 2  | 3  | 3  | 3  |

Legenda:

Luogo: C = Casa; T = Trasferta. Risultato: V = Vittoria; N = Pareggio; P = Sconfitta.

### Statistiche dei giocatori
| Giocatore      | Bundesliga | Bundesliga | Bundesliga  | Bundesliga | Coppa di Germania | Coppa di Germania | Coppa di Germania | Coppa di Germania | Coppa UEFA | Coppa UEFA | Coppa UEFA  | Coppa UEFA | Totale   | Totale | Totale      | Totale     |
| Giocatore      | Presenze   | Reti       | Ammonizioni | Espulsioni | Presenze          | Reti              | Ammonizioni       | Espulsioni        | Presenze   | Reti       | Ammonizioni | Espulsioni | Presenze | Reti   | Ammonizioni | Espulsioni |
| -------------- | ---------- | ---------- | ----------- | ---------- | ----------------- | ----------------- | ----------------- | ----------------- | ---------- | ---------- | ----------- | ---------- | -------- | ------ | ----------- | ---------- |
| M. Bruns       | 0          | 0          | 0           | 0          | 0                 | 0                 | 0                 | 0                 | 0          | 0          | 0           | 0          | 0        | 0      | 0           | 0          |
| W. Dremmler    | 32         | 1          | 4           | 0          | 1                 | 0                 | 0                 | 0                 | 4          | 0          | 0           | 0          | 37       | 1      | 4           | 0          |
| D. Erler       | 18         | 2          | 0           | 0          | 0                 | 0                 | 0                 | 0                 | 1          | 0          | 0           | 0          | 19       | 2      | 0           | 0          |
| W. Frank       | 32         | 24         | 5           | 0          | 2                 | 2                 | 1                 | 0                 | 3          | 4          | 0           | 0          | 37       | 30     | 6           | 0          |
| B. Franke      | 34         | 0          | 0           | 0          | 2                 | 0                 | 0                 | 0                 | 4          | 0          | 0           | 0          | 40       | 0      | 0           | 0          |
| B. Gersdorff   | 11         | 1          | 2           | 0          | 2                 | 1                 | 1                 | 0                 | 2          | 1          | 0           | 0          | 15       | 3      | 3           | 0          |
| W. Grobe       | 11         | 1          | 2           | 0          | 0                 | 0                 | 0                 | 0                 | 1          | 0          | 0           | 0          | 12       | 1      | 2           | 0          |
| W. Grzyb       | 30         | 1          | 2           | 0          | 2                 | 0                 | 0                 | 0                 | 4          | 0          | 0           | 0          | 36       | 1      | 2           | 0          |
| F. Haebermann  | 24         | 0          | 0           | 0          | 2                 | 0                 | 0                 | 0                 | 3          | 0          | 0           | 0          | 29       | 0      | 0           | 0          |
| U. Hain        | 0          | 0          | 0           | 0          | 0                 | 0                 | 0                 | 0                 | 1          | 0          | 0           | 0          | 1        | 0      | 0           | 0          |
| K. Handschuh   | 26         | 6          | 3           | 1          | 2                 | 0                 | 0                 | 0                 | 4          | 0          | 0           | 0          | 32       | 6      | 3           | 1          |
| R. Hollmann    | 30         | 4          | 1           | 0          | 2                 | 0                 | 0                 | 0                 | 3          | 1          | 0           | 0          | 35       | 5      | 1           | 0          |
| F. Holzer      | 24         | 3          | 0           | 0          | 1                 | 0                 | 0                 | 0                 | 3          | 0          | 0           | 0          | 28       | 3      | 0           | 0          |
| F. Merkhoffer  | 34         | 0          | 4           | 0          | 2                 | 0                 | 1                 | 0                 | 4          | 0          | 0           | 0          | 40       | 0      | 5           | 0          |
| D. Popivoda    | 26         | 9          | 2           | 0          | 2                 | 0                 | 0                 | 0                 | 4          | 0          | 0           | 0          | 32       | 9      | 2           | 0          |
| A. Ristić      | 22         | 1          | 0           | 0          | 2                 | 0                 | 0                 | 0                 | 2          | 0          | 0           | 0          | 26       | 1      | 0           | 0          |
| N. Stolzenburg | 10         | 2          | 1           | 0          | 0                 | 0                 | 0                 | 0                 | 4          | 3          | 0           | 0          | 14       | 5      | 1           | 0          |
| D. Zembski     | 34         | 0          | 2           | 0          | 2                 | 0                 | 0                 | 0                 | 3          | 0          | 0           | 0          | 39       | 0      | 2           | 0          |